# إيبا هولم
إيبا هولم (بالدنماركية: Ebba Holm)‏ هي نقاشة دنماركية، ولدت في 29 مايو 1889 في فريدريكسبرغ في الدنمارك، وتوفيت في 30 نوفمبر 1967 في كوبنهاغن في الدنمارك.